# بی‌قرار (فیلم ۱۹۸۳)
بی‌قرار (به هندی: Bekaraar) فیلمی محصول سال ۱۹۸۳ و به کارگردانی وی. بی. راجندرا پراساد است. در این فیلم بازیگرانی همچون سانجی دات، پادمینی کولاپوری، موهنیش باهل و سوپریا پاتاک ایفای نقش کرده‌اند.